# Karla Borger
Karla Borger (Heppenheim, 22 november 1988) is een Duits beachvolleyballer. Ze werd tweemaal Duits kampioen en won een keer de zilveren medaille bij de wereldkampioenschappen. Daarnaast nam ze deel aan twee opeenvolgende Olympische Spelen.

## Carrière

### Zaal
Borger kwam in de zaal achtereenvolgens uit voor TSV Rot-Weiß Auerbach, 1. VC Wiesbaden, USC Braunschweig, Bayer 04 Leverkusen en tot 2009 in de Bundesliga voor Allianz Volley Stuttgart. In het seizoen 2009/20 promoveerde Borger met TV Villingen – waar ze tot 2012 speelde – van de Regionalliga naar de 2. Bundesliga.

### Beach

#### 2008 tot en met 2016
Borger nam in 2008 met Britta Büthe deel aan de wereldkampioenschappen beachvolleybal onder de 21 in Brighton waar het tweetal als vijfde eindigde. Het jaar daarop partnerde ze met Rieke Brink-Abeler. Borger debuteerde in de FIVB World Tour waar ze aan acht toernooien meedeed met twee zeventiende plaatsen (Osaka en Seoel) als beste resultaat. Daarnaast werd ze met Julia Sude derde bij de Europese kampioenschappen onder de 23 in Jantarny. Van 2010 tot en met 2016 vormde ze opnieuw een team met Büthe. Het eerste jaar namen ze deel aan vier mondiale toernooien met een zeventiende plaats in Phuket als beste prestatie. Bij de EK onder de 23 op Kos eindigde het tweetal als negende. Bovendien wonnen ze de titel bij de wereldstudentenkampioenschappen in Alanya. Het jaar daarop waren ze actief op tien toernooien in de World Tour waarbij ze drie negende plaatsen behaalden (Peking, Gstaad en Stare Jabłonki). Daarnaast wonnen Borger en Büthe de gouden medaille bij de Universiade in Shenzhen tegen de Amerikanen Heather Hughes en Emily Day en eindigden ze als derde bij de Duitse kampioenschappen.
In 2012 speelde het duo tien wedstrijden op mondiaal niveau. Ze kwamen daarbij tot een vijfde (Rome) en twee negende plaatsen (Gstaad en Stare Jabłonki). Bij de Europese kampioenschappen in Den Haag bereikten ze de kwartfinale die verloren werd van het Spaanse tweetal Liliana Fernández en Elsa Baquerizo. Het daaropvolgende seizoen deden Borger en Büthe mee aan zeven reguliere World Tour-toernooien. Ze behaalden daarbij een vierde (Rome), een vijfde (Corrientes) en drie negende plaatsen (Shanghai, Moskou en São Paulo). Bij de wereldkampioenschappen in Stare Jabłonki won het duo de zilveren medaille nadat ze de finale verloren hadden van Zhang Xi en Xue Chen uit China. Bij de nationale kampioenschappen eindigden ze als derde. Daarnaast werd Borger met Sude negende bij de Grand Slam van Berlijn en deed ze met Elena Kiesling mee aan de EK in Klagenfurt waar ze eveneens als negende eindigde. In 2014 namen Borgen en Büthe deel aan elf internationale toernooien. Ze haalden tweemaal het podium – tweede in Gstaad en derde in Berlijn – en kwamen bij vier andere toernooien tot de kwartfinale (Shanghai, Praag, Moskou en Klagenfurt). Bij de EK in Quartu Sant’Elena eindigden ze als vijfde nadat ze in de kwartfinale werden uitgeschakeld door hun landgenoten Laura Ludwig en Kira Walkenhorst. In Timmendorfer Strand won het duo verder de nationale titel ten koste van Ludwig en Sude.
Het jaar daarop waren Borger en Büthe actief op zeven reguliere FIVB-toernooien waarbij ze een overwinning boekten in Luzern en verder een vierde (Sint-Petersburg) en twee vijfde plaatsen behaalden (Poreč en Stavanger). Bij de WK in Nederland gingen ze als groepswinnaar door naar de zestiende finale waar ze werden uitgeschakeld door het Canadese duo Heather Bansley en Sarah Pavan. Als gevolg van een heupblessure die Borger bij het Grand Slam-toernooi van Yokohama had opgelopen, moest het duo hun optreden bij de EK in Klagenfurt voortijdig staken. Borger kwam vervolgens gedurende de rest van het seizoen niet meer in actie. In 2016 keerde ze aan de zijde van Büthe terug. Het tweetal nam deel aan dertien toernooien in de World Tour en noteerde daarbij enkel toptienklasseringen. Ze werden tweemaal derde (Rio de Janeiro en Poreč), achtmaal vijfde (Maceió, Vitória, Xiamen, Sotsji, Antalya, Moskou, Klagenfurt en Long Beach) en driemaal negende (Fuzhou, Hamburg en Gstaad). Bij de EK in Biel/Bienne wonnen ze de bronzen medaille ten koste van Jekaterina Birlova en Jevgenija Oekolova uit Rusland. In Rio deed het tweetal mee aan de Olympische Spelen waar ze als negende eindigden nadat ze in de achtste finale werden uitgeschakeld door de Brazilanen Larissa França en Talita Antunes da Rocha. Bij de NK wonnen ze de bronzen medaille.

#### 2017 tot en met 2021

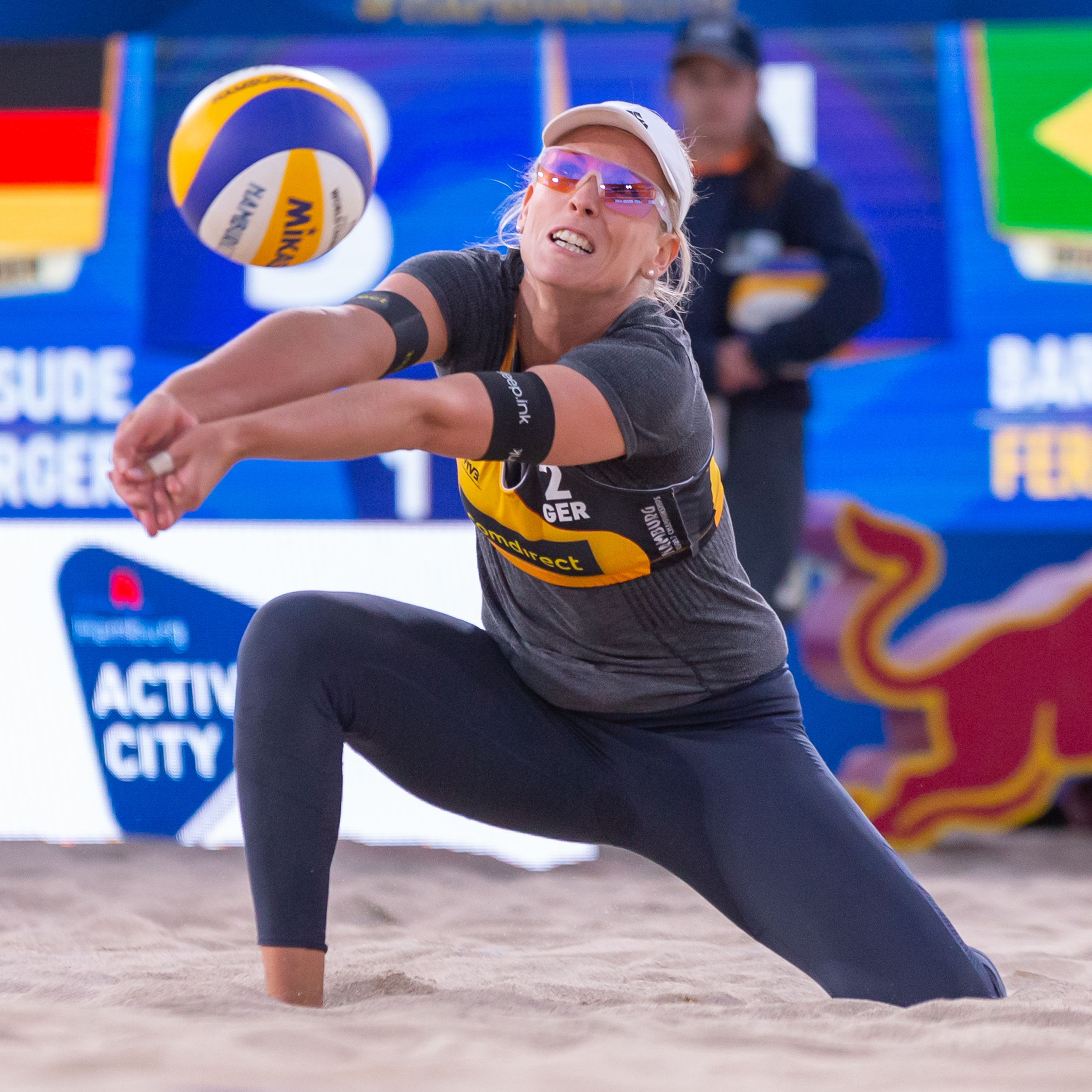
Borger in actie tijdens de WK in Hamburg (2019)

Nadat Büthe haar beachvolleybalcarrière beëindigd had, vormde Borger twee seizoenen een team met Margareta Kozuch. Het eerste jaar namen ze deel aan vier reguliere FIVB-toernooien met een vijfde plaats in Moskou als beste resultaat. Bij de WK in Wenen verloor het tweetal in de zestiende finales van de Canadezen Bansley en Brandie Wilkerson. In Jūrmala gingen Borger en Kozuch bij de EK als groepswinnaar door naar de achtste finale waar ze door hun landgenoten en latere kampioenen Nadia Glenzke en Julia Großner werden uitgeschakeld. Daarnaast waren ze actief op verschillende toernooien in de nationale en Europese competitie en werden ze derde bij de NK. In 2018 speelde het duo tien mondiale wedstrijden; ze kwamen daarbij tot een derde plaats in Ostrava, twee vijfde plaatsen in Fort Lauderdale en in Itapema en twee negende plaatsen in Den Haag en Gstaad. Bij de EK in Nederland eindigden ze eveneens als negende nadat Nina Betschart en Tanja Hüberli uit Zwitserland in de achtste finale te sterk waren.
Vervolgens wisselde Borger van partner naar Sude. Het tweetal nam in het seizoen 2019 deel aan tien reguliere toernooien in de World Tour. Ze werden eenmaal derde (Kuala Lumpur), tweemaal vierde (Tokio en Moskou) en tweemaal vijfde (Sydney en Jinjiang). Bij de WK in Hamburg bereikten ze de achtste finale waar ze werden uitgeschakeld door het Braziliaanse duo Bárbara Seixas en Fernanda Alves en bij de EK in Moskou verloren ze in de tussenronde van het Franse tweetal Lézana Placette en Alexia Richard. Bovendien wonnen Borger en Sude de Duitse titel ten koste van Ludwig en Kozuch. Ze sloten het seizoen af met een zeventiende plaats bij de World Tour Finals in Rome. In november dat jaar speelden ze nog twee mondiale wedstrijden met een overwinning in Qinzhou als resultaat en in 2020 werden ze vierde bij het FIVB-toernooi van Baden. Het jaar daarop namen ze deel aan zes toernooien in de World Tour met een vijfde (Cancun) en vier negende plaatsen (tweemaal Cancun, Ostrava en Gstaad) als resultaat. Bij de Olympische Spelen in Tokio kwam het duo na drie nederlagen niet verder dan de groepsfase. In Wenen wonnen Borger en Sude bij de EK het brons door het Letse tweetal Tina Graudina en Anastasija Kravčenoka in de troostfinale te verslaan. Bij de NK behaalden ze het zilver achter Chantal Laboureur en Sarah Schulz.

## Palmares
Kampioenschappen
- 2009:  EK U23
- 2011:  Universade
- 2011:  NK
- 2013:  WK
- 2013:  NK
- 2014:  NK
- 2016:  EK
- 2016: 9e OS
- 2016:  NK
- 2017:  NK
- 2019: 9e WK

- 2019:  NK
- 2021:  EK
- 2021:  NK

FIVB World Tour
- 2014:  Grand Slam Berlijn
- 2014:  Grand Slam Gstaad
- 2015:  Luzern Open
- 2016:  Grand Slam Rio de Janeiro
- 2016:  Poreč Majors
- 2018:  4* Ostrava
- 2019:  3* Kuala Lumpur
- 2019:  3* Qinzhou

## Persoonlijk
Borger is de dochter van Cordula Pütter die eveneens professioneel heeft gevolleybald in zowel de zaal als op het strand.